# Telefe
Telefe è un canale televisivo argentino. In passato denominata "Canal 11 de Buenos Aires", ha iniziato a trasmettere nel 1961. Durante la dittatura militare, fu controllata dall'aeronautica. Telefe è l'acronimo di televisión federal, la società che ha rilevato Canal 11 il 22 dicembre 1989, mentre dal 1998 al 2016 ha fatto parte del gruppo spagnolo Telefónica, che l'ha poi rivenduta a Viacom (ora Paramount Global).
La maggior parte dei programmi televisivi trasmessi sono autoprodotti, ad eccezione di alcune serie come I Simpson.
La sua versione internazionale è Telefe Internacional.